# TJS San Marino
TJS San Marino S.r.L. ist eine Tochtergesellschaft der österreichischen Tyrolean Jet Services mit Sitz in Dogana, San Marino. Die Gesellschaft wurde im März 2016 gegründet und bietet Charterflüge mit Geschäftsreiseflugzeugen an. Als einziges Flugzeug wurde bisher seit Juni 2016 eine Gulfstream G650ER (Kennzeichen T7-AZG) betrieben. Seit Anfang 2019 ist die Maschine wieder aus dem Register gelöscht, da sie von den Eigentümern verkauft wurde. Somit betreibt das Unternehmen aktuell kein eigenes Flugzeug.